# Jakob Ulfeldt (rigsråd)
 Der er flere personer med dette navn, se Jakob Ulfeldt.
Jakob Ulfeldt (født 1535, død 8. oktober 1593) var en dansk rigsråd.
Ulfeldt studerede i udlandet og trådte, efter at have tjent ved hoffet som hofsinde 1556–62, ind i statstjenesten. I 1563 fik han Hundslund Kloster i pant, og under Den Nordiske Syvårskrig gjorde han tjeneste dels ved flåden, dels som krigskommissær ved hæren. I 1566 blev han medlem af rigsrådet, men sattes snart igen ud af dette, uden at man rigtig kender grunden dertil. I 1570 optoges han dog på ny deri, endog på sin tidligere aldersplads, og fik året efter Dalum Kloster og Sankt Knuds Kloster i Odense i pant. Han brugtes meget ved forskellige møder og i diplomatiske sendelser. En af disse blev i høj grad skæbnesvanger for ham. I 1578 sendtes et gesandtskab med Ulfeldt som chef til Rusland for at slutte en evig fred med den russiske kejser Ivan 4. Vasiljevitsj; gesandterne blev behandlede med stor hensynsløshed af kejseren, næsten som fanger. For ikke at blive holdt tilbage i Rusland og for at forhindre, at dette rige straks begyndte krig, gik Ulfeldt til sidst ud over sin instruks og sluttede en fred på 15 år på adskillig ugunstigere vilkår, end instruksen gav ham ret til. Ved sin tilbagekomst nytåret 1579 blev Ulfeldt modtaget meget nådig af kongen, men da denne siden undersøgte traktaten nøjere, blev han rasende på Ulfeldt og nægtede at ratificere. Ulfeldt søgte hjælp hos sin gode ven, den indflydelsesrige statholder i hertugdømmerne Henrik Rantzau, der også skrev til kongen for ham, men det hjalp ikke. Ulfeldt blev stævnet til at møde for rigsrådet den 13. juli, og resultatet blev, at han formedelst sin overskridelse af instruksen skulle udstødes af rigsrådet og miste sine len, uagtet han henviste til, at kongen aldeles ikke behøvede at ratificere traktaten, da Ulfeldt med vilje havde undladt forskellige formaliteter.
Efter den tid levede Ulfeldt på sine godser, væsentlig beskæftiget med litterære sysler. Han havde straks efter sin hjemkomst begyndt at udarbejde en beskrivelse over rejsen til Rusland (den udkom i Frankfurt i 1608 på latin), og senere skrev han en kortfattet fremstilling af Danmarks riges historie 1333–1559. Efter Frederik 2.’s død gjorde han et forsøg på at få oprejsning for den krænkelse, han havde lidt. På et møde i Roskilde Domkirke i anledning af en omtaksation af Rostjenesten trådte han frem i domkirken og udbad sig først en enesamtale med regeringsrådgiverne, som var til stede, men fremsatte derefter, inden han fik den, nogle heftige anklager mod Frederik 2. Kansleren Niels Kaas lovede at overveje sagen og modtog det forsvarsskrift, Ulfeldt havde med sig, men denne fik kort efter på Ringsted Landsting gennem en af rigskansler Arild Hvitfeld oplæst erklæring fra regeringsrådgiverne en skarp advarsel mod at offentliggøre forsvarsskriftet, da det indeholdt fornærmelser mod den afdøde konge og rigsrådet. Ulfeldt erklærede så, at han kun havde villet forsvare sig selv, ikke angribe nogen, og sagen endte dermed.